# باشگاه فوتبال خلیج فارس ماهشهر
باشگاه فوتبال خلیج فارس ماهشهر یک باشگاه فوتبال ایرانی در استان خوزستان بود. این تیم در شهر ماهشهر بنیان‌گذاری شده‌است. این باشگاه حدود یک سال در لیگ آزادگان بازی کرد. این تیم در آذر ۱۴۰۲ امتیاز خود را مجددا به شاهین بندرعامری واگذار کرد
این تیم در ۱۹ مرداد ۱۴۰۱ امتیاز باشگاه فوتبال شاهین بندر عامری را خریداری کرد و مجوز بازی در لیگ آزادگان را دریافت کرد و یک‌سال در لیگ دسته اول سپری کرد.سرانجام دوباره امتیاز خود را به  شاهین واگذار کرد این در بندر ماهشهر در لیگ دسته دوم بازی می کند.

## عملکرد در جام حذفی فوتبال ایران
تیم خلیج فارس ماهشهر در سی و پنجمین دوره جام حذفی فوتبال ایران در فصل ۰۱–۱۴۰۰ شرکت کرد. این تیم در ابتدا در دور مقدماتی تیم‌های مس نوین کرمان و استقلال خوزستان را شکست داد و به مرحله یک شانزدهم نهایی راه پیدا کرد. خلیج فارس ماهشهر در این مرحله به مصاف تیم لیگ برتری هوادار رفت و با حذف این تیم در استادیوم شهدا، اولین شگفتی جام حذفی را خلق کرد. خلیج فارس در مرحله یک‌هشتم نهایی نیز با پیروزی ۲–۱ برابر نفت مسجدسلیمان شگفتی خود را تکمیل کرد. در ادامهٔ شگفتی آفرینی، خلیج‌فارس ماهشهر توانست با غلبه بر مس رفسنجان، دیگر تیم لیگ برتری، با نتیجهٔ ۴ بر ۲ در ضربات پنالتی، به نیمه‌نهایی جام حذفی راه یابد.امتیاز به بوشهر منتقل شد